# Skrčflacija
Skrčflacija je proces krčenja velikosti ali količine izdelkov na trgu, včasih pa tudi spreminjanje formulacije za nižjo kakovost ob ohranitvi ali celo zvišanju cene. Gre za prevod angleške besede shrinkflation, v obeh primerih je to skovanka iz besed »skrčiti« in »inflacija«. Prvo uporabo izraza v tem pomenu pripisujejo ameriški ekonomistki Pippi Malmgren, že prej pa ga je uporabljal zgodovinar Brian Domitrovic za opisovanje kombinacije krčenja gospodarstva ob hkratni visoki stopnji inflacije.
Skrčflacija omogoča podjetjem povečati operativno maržo in dobičkonosnost izdelkov z nižanjem stroškov ob enaki količini prodanih kosov, pogosto jo uporabljajo kot alternativo višanju cen za sledenje inflaciji. Prakso kritizirajo združenja potrošnikov, saj je pogosto zavajajoča: zmanjšanje količine izdelka v embalaži je dovolj majhno, da ga povprečen kupec ne opazi, zato nevede plača isto ceno za manj izdelka kot ga je vajen. Prikrito nižanje kakovosti formulacije izdelka ob ohranjanju cene in videza embalaže imenujejo tudi skimpflacija (spet iz angleške besede skimpflation, kjer glagol »to skimp« pomeni »skopariti«), zgled je zamenjava sončničnega olja z manj kakovostnim palmovim v predpripravljenih ocvrtih jedeh.